# Plethodon neomexicanus
Espèce
Statut de conservation UICN

 NT  : Quasi menacé
Plethodon neomexicanus est une espèce d'urodèles de la famille des Plethodontidae.

## Répartition
Cette espèce est endémique du Nouveau-Mexique aux États-Unis. Elle se rencontre entre 2 130 et 3 435 m d'altitude dans les Jemez Mountains dans les comtés de Sandoval, de Los Alamos et de Rio Arriba.

## Étymologie
Cette espèce est nommée en référence au lieu de sa découverte, le Nouveau-Mexique.

## Publication originale
- Stebbins & Riemer, 1950 : A new species of plethodontid salamander from the Jemez Mountains of New Mexico. Copeia, vol. 1950, p. 73-80.